# Distorsión por intermodulación de transistores
Es la distorsión (diferencia entre señal que entra a un equipo y señal que luego sale del mismo) que se produce cuando dos o más señales atraviesan simultáneamente un sistema no lineal.
Ningún equipo de audio es completamente lineal, por ello, toleran un cierto nivel de distorsión por intermodulación. Sobrepasada la tasa de distorsión por intermodulación que permite un determinado equipo, el efecto de una distorsión por intermodulación siempre resulta desagradable.
La distorsión por intermodulación de transistores se expresa en dB en relación con una frecuencia. Para medir esta distorsión por intermodulación de transistores lo que se hace es calcular la distorsión del equipo (por ejemplo un  amplificador) para dos ondas senoidales diferentes (generalmente, 19 y 20 kHz) y ver cuál es la diferencia entre estas señales expresada en dB. Por ejemplo, los amplificadores de calidad deben estar en los 70 dB de diferencia en ese tono diferencial de 1 kHz.
No hay que confundir la distorsión por intermodulación de transistores que siempre resulta desagradable si se sobrepasa el límite tolerable, con la distorsión armónica, que puede dar "color" a un determinado sonido.
Se calcula mediante:
DxI=sqrt(Vin2/Vout2)